# الهير
الهير  منطقة تقع في منطقة العين لإمارة أبوظبي على بعد 45 كم شمالي مدينة العين، تضم مركزاً لشرطة والدفاع المدني ومستشفى ومبنى لمؤسسة التنمية الأسرية ومركزاً لتحفيظ القرآن الكريم ونادي رياضي ويشرف مبنى البلدية الموجود بها على القطاع الشمالي لمدينة العين .تزدهر المنطقة بالزراعة فهي عبارة عن واحة تكثر فيها المياه، ففي مزرعة الهير الشرقية  أنتجت كثيرا من الفواكه المستعصي زراعتها في مثل الظروف الصحراوية التي تحظى بها دولة الإمارات بشكل عام. 
كثير من قاطني الهير من المواطنيين تجمعم قرابة بالحكام والشيوخ في دولة الإمارات، ولدت في الهير أيضا الشيخة فاطمة بنت مبارك زوجة الشيخ زايد بن سلطان آل نهيان.  